# Ruder-Europameisterschaften 1912
Die Ruder-Europameisterschaften 1912 fanden am 18. August 1912 in Genf, Schweiz auf dem Genfersee statt.

## Ergebnisse
| Bootsklasse                 | Gold | Silber | Bronze |
| --------------------------- | --- | --- | --- |
| Einer (M1x)                 | Belgien Polydore Veirman | Italien Giuseppe Sinigaglia | Schweiz Philippe Pettmann |
| Doppelzweier (M2x)          | Italien Erminio Dones Pietro Annoni                                                                                                 | Schweiz Paul Schmid Hans Walter | Frankreich Dupré Reydellet |
| Zweier mit Steuermann (M2+) | Schweiz Charles Holzmann Alfred Felber Albert Riotton (Steuermann)                                                                  | Frankreich R. Testut F. Morel P. Thivans (Steuermann) | Italien Franco Gianolio Giorgio Lajolo M. Charvet (Steuermann)                                                                              |
| Vierer mit Steuermann (M4+) | Schweiz Hans Walter Max Rudolf Paul Schmid Walter Schoeller Charles Muhr (Steuermann)                                               | Belgien Guillaume Visser Georges Van Den Bossche Edmond Vanwaes Georges Willems Léonard Nuytens (Steuermann)                                                      | Italien Emilio Lucca Enrivo Marinoni Nino Torlaschi Felice Monza Plinio Urio (Steuermann)                                                   |
| Achter (M8+)                | Schweiz Hans Walter Max Rudolf Paul Schmid Walter Schoeller Georges Thoma Paul Rudolf F. Bon James Schmid Charles Muhr (Steuermann) | Italien Emilio Lucca Enrico Marinoni Ettore Lucioni Antonio Corticelli Giuseppe Sinigaglia Orlando Pontiggia Nino Torlaschi Felice Monza Plinio Urio (Steuermann) | Frankreich J.C. Hoveman R. Fellonneau P. Rueguera Alexandre Herceg Murat R. Regnault Ch. Rueguera H. Fellonneau R. Paul Hervez (Steuermann) |

## Medaillenspiegel
| Rang   | Sportart   | Gold | Silber | Bronze | Gesamt |
| ------ | ---------- | ---- | ------ | ------ | ------ |
| 01     | Schweiz    | 3    | 1      | 1      | 5      |
| 02     | Belgien    | 1    | 1      | –      | 2      |
| 03     | Italien    | 1    | 2      | 2      | 5      |
| 04     | Frankreich | –    | 1      | 2      | 3      |
| Gesamt | Gesamt     | 5    | 5      | 5      | 15     |